# كيم يونغ كوانغ (ممثل)
كيم يونغ كوانغ (بالكورية: 김영광) هو ممثل وعارض أزياء كوري جنوبي ولد في يوم 11 يناير 1987 في مدينة كاوهسيونغ. بدأ مشواره في عروض الأزياء وعمل مع ألكسندر ماكوين وفيفيان ويستوود. في سنة 2007 بدأ عمله في التمثيل، ومثل في عدة أفلام ومسلسلات أشهرها مسلسل بينوكيو سنة 2014 ونال عدة جوائز.

## النشأة
لدى كيم على صداقة وثيقة مع لي سو هيوك ، بالإضافة إلى زملائه من العارضين الذين تحولوا إلى ممثلين: كيم وو بين وهونغ جونغ يون وسونغ جون - الذين عمل معهم على الشاشة في مسلسل White Christmas. منحوا لقب «موديل آفينجرز» من قبل معجبيهم.
في 12 ديسمبر 2013 بدأ كيم خدمته العسكرية الإلزامية. ومع ذلك كان مطلوبًا منه فقط أن يجند لمدة ستة أشهر كجندي في الخدمة العامة نظرًا لكون والده من قدامى المحاربين في حرب فيتنام، فضلاً عن كونه شخصًية مشهورة أَيْضًا، تم تسريحه في يونيو 2014.

## الأعمال

### مسلسلات
| السنة     | عنوان                           | الدور                 | مراجع         |
| --------- | ------------------------------- | --------------------- | ------------- |
| 2008      | Worlds Within                   | يونغ وونغ             | [ 5 ]         |
| 2009      | Triple                          | جاي ووك               | [ 6 ]         |
| 2009      | سيدتي الجميلة                   | جونغ وو سونغ          | [ 7 ]         |
| 2010      | More Charming By the Day        | لي يونغ كوانغ         | [ 8 ]         |
| 2011      | White Christmas                 | جو يونغ جاي           | [ 9 ]         |
| 2011      | Bachelor's Vegetable Store      | لي سول-وو             | [ 10 ]        |
| 2012      | Love Rain                       | هان تاي سونغ          | [ 11 ]        |
| 2012      | Can We Get Married?             | جونغ كي جونغ          | [ 12 ]        |
| 2013      | The Secret of Birth             | بارك سو تشانغ         | [ 13 ]        |
| 2013      | الطبيب الجيد                    | هان جين ووك           |               |
| 2014      | Kara: Secret Love               | يون جون مون           | [ 14 ]        |
| 2014      | Plus Nine Boys                  | كانغ جين غو           |               |
| 2014–2015 | بينوكيو                         | سيو بيوم-جو           |               |
| 2015      | D-Day                           | لي هاي سونغ           |               |
| 2015      | دكتور لان                       | مو يي آن              |               |
| 2016      | Sweet Stranger and Me           | جو نان جيل            |               |
| 2016      | جوخ، ليلة النجوم                | كانغ تاي هو           |               |
| 2017      | The Guardians                   | جانغ دو هان           |               |
| 2018      | Room No. 9                      | كي يو جين             |               |
| 2019      | The Secret Life of My Secretary | دو مين سيك            |               |
| 2021      | مرحبا، إنها أنا                 | هان يوو هيون          | [ 15 ]        |
| 2022      | شخص ما                          | يون اوه               | [ 16 ] [ 17 ] |
| 2023      | يعيش الشر                       | سيو دو يونغ           | [ 18 ]        |
| 2023      | يطلق عليه الحب                  | هان دونغ جين          | [ 19 ]        |
| 2025      | القصر المسكون                   | جانجتشيوري (ظهور خاص) | [ 20 ]        |
| 2025      | يوم أون سو الجيد                | لي كيونغ              | [ 21 ]        |

## الجوائز والترشيحات
| عام  | جائزة                                           | فئة                                                         | عمل معين                | نتيجة | المرجع. |
| ---- | ----------------------------------------------- | ----------------------------------------------------------- | ----------------------- | ----- | ------- |
| 2008 | جمعية مصوري الأزياء الكورية                     | أفضل موديل جديد                                             | غير متاح                | فوز   |         |
| 2009 | جوائز مهرجان آسيا الرابع للموديل                | أفضل عارضة أزياء                                            | غير متاح                | فوز   | [ 22 ]  |
| 2009 | جوائز أيقونة النمط الثاني                       | رمز النمط ، فئة النموذج                                     | غير متاح                | فوز   | [ 23 ]  |
| 2013 | جوائز KBS الدرامية                              | أفضل ممثل جديد                                              | طبيب جيد                | رشح   |         |
| 2014 | جوائز الثقافة والترفيه الكورية الثانية والعشرون | أفضل ممثل جديد في فيلم                                      | دماء الشباب الساخنة     | فوز   | [ 24 ]  |
| 2014 | جوائز اس بي اس دراما                            | جائزة نيو ستار                                              | بينوكيو                 | فوز   | [ 25 ]  |
| 2016 | جوائز KBS الدرامية                              | جائزة التميز ، ممثل في مسلسل قصير                           | الغريب الحلو وأنا       | رشح   |         |
| 2017 | جوائز ام بي سي دراما                            | جائزة التميز الأعلى ، ممثل في دراما من الاثنين إلى الثلاثاء | أولياء الأمور           | رشح   |         |
| 2018 | 2nd جوائز سيول                                  | أفضل ممثل جديد (فيلم)                                       | في يوم زفافك            | رشح   | [ 26 ]  |
| 2018 | جوائز Elle Style الثانية                        | رجل العام                                                   | غير متاح                | فوز   | [ 27 ]  |
| 2018 | جوائز فيلم بلو دراجون التاسع والثلاثون          | أفضل ممثل جديد                                              | في يوم زفافك            | رشح   | [ 28 ]  |
| 2018 | جوائز فيلم بلو دراجون التاسع والثلاثون          | جائزة النجم الشعبي                                          | في يوم زفافك            | فوز   | [ 29 ]  |
| 2019 | جوائز بيكسانغ 55 للفنون                         | أفضل ممثل جديد                                              | في يوم زفافك            | فوز   | [ 30 ]  |
| 2019 | جوائز اس بي اس دراما                            | جائزة التميز الأعلى ، ممثل في مسلسل قصير                    | الحياة السرية لسكرتيرتي | رشح   |         |

## روابط خارجية
كيم يونغ كوانغ على موقع IMDb (الإنجليزية)
- كيم يونغ كوانغ على موقع روتن توميتوز (الإنجليزية)
- كيم يونغ كوانغ على موقع ألو سيني (الفرنسية)
- كيم يونغ كوانغ على موقع قاعدة بيانات الفيلم (الإنجليزية)
- كيم يونغ كوانغ على موقع ليتربوكسد (الإنجليزية)